# 马德隆合成
马德隆吲哚合成是N-(取代)苯基酰胺与强碱（氨基钠、叔丁醇钾、丁基锂或乙醇钠）在高温隔绝空气共热，发生分子内环化生成吲哚衍生物的反应。
若N-甲酰基邻甲苯胺发生分子内环化，则得到吲哚。
这个反应也可得到5、7-位有烷基取代基的吲哚，但不能用于制备硝基 和卤代 吲哚。环化反应的温度取决于N-酰基邻烷基苯胺分子中取代基的性质，如果反应温度过高，则发生分解。一般来说，加热温度高于N-酰基邻烷基苯胺熔点5－10℃以上能取得较满意的结果。
霍利亨改进法：（经过锂化）